# Sankt Stefans torg, Hvar

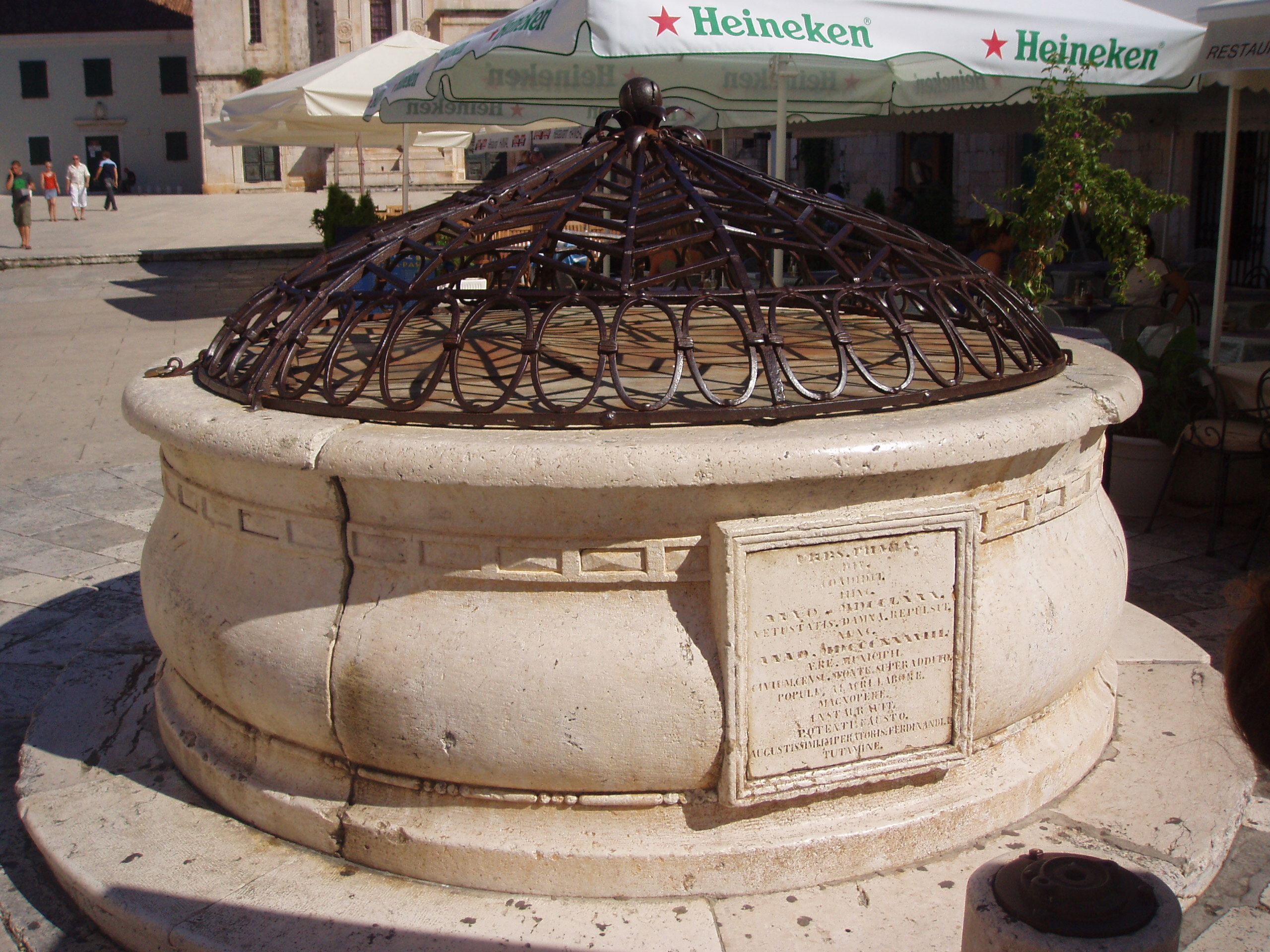
Brunnen från år 1520 på Sankt Stefans torg.

Sankt Stefans torg (kroatiska: Trg svetog Stjepana), i folkmun kallat Pjaca (från venetianskans/italienskans piaza/piazza med betydelsen 'torg'), är ett torg i staden Hvar på ön Hvar i Kroatien. Det är uppkallat efter stadens skyddshelgon sankt Stefan I och utgör Hvars huvudtorg. 

## Beskrivning
Torget täcker en yta om 4 500 kvadratmeter och sägs därför vara Dalmatiens till ytan största torg. Utöver flera affärer, butiker och restauranger ligger flera för staden tongivande byggnader vid torget, däribland Sankt Stefans katedral, Arsenalen, Hvars teater och Stadsloggian. 

## Historik
Torget utgjorde ursprungligen en djup vik där vattnet nådde ända fram till den plats där stadens katedral idag står. Med tiden växte två bosättningar upp på var sida om viken. Den norra bosättningen Grode och den södra Burga. Under de kommande århundradena fylldes viken gradvis igen tills den antog formen av dagens torg. Skriftliga krönikor vittnar om torgets existens på 1400-talet och att det då liksom nu begränsades i öster av stadens katedral och i väster av den lilla fiskehamnen Madrač. 
Sankt Stefans torg var ursprungligen vidare än vad det är idag och omgivet av trädgårdar. Stadens expansion och utrymmesbrist ledde till att byggnader under medeltiden uppfördes utanför stadsmurarna på den norra sidan av torget vilket ledde till att det antog den långsmala form den har idag. 
År 1520 fick torget en allmän brunn som står kvar än idag. Brunnen restaurerades år 1780 och år 1830. År 1780 stenbelades torget i sin helhet.